# Тихомир Георгиев (политик)
Тихомир Недев Георгиев е български инженер, икономист и политик от партия „Български възход“. Народен представител от коалиция „Български възход“ в XLVIII народно събрание. Собственик е на фирма „ТЕРА-КАД“ ЕООД.

## Биографии
Тихомир Георгиев е роден на 3 юни 1971 г. в град Хасково, Народна република България. Завършва Техникума по строителство (днес ПГСАГ „Лубор Байер“) в Стара Загора, а след това висше, специалностите „Геодезия“ в УАСГ и „Стопанско управление и администрация“ в УНСС.
На местните избори през 2019 г. е кандидат за общински съветник от листата на „Демократична България“. На парламентарните избори през юли 2021 г. подкрепя Деян Янев от ДБ.
На парламентарните избори през 2022 г. е кандидат за народен представител от листата на коалиция „Български възход“, първи в листата на 29 МИР Хасково. Избран е за народен представител.